# Nieinwazyjne metody pomiaru ciśnienia wewnątrzczaszkowego
Nadciśnienie śródczaszkowe (ang. Increased intracranial pressure, ICP) jest jedną z głównych przyczyn występowania wtórnego niedokrwienia mózgu, które towarzyszy wielu stanom patologicznym, takim jak urazowe uszkodzenie mózgu, udar mózgu, czy krwiak śródczaszkowy. Nadciśnienie wewnątrzczaszkowe może powodować takie komplikacje jak: zaburzenia wzroku, trwałe zaburzenia neurologiczne, odwracalne zaburzenia neurologiczne, napady padaczkowe, udar. Mimo to monitorowanie ciśnienia śródczaszkowego jest rzadko przeprowadzane u pacjentów ze wspomnianymi zaburzeniami ze względu na inwazyjny charakter standardowej procedury jego przeprowadzania (która wymaga umieszczenia czujnika wewnątrz komór mózgu), dodatkowe ryzyko, które niesie ona dla pacjentów, wysokie koszty umieszczenia czujnika oraz ograniczenia związane z personelem medycznym, szczególnie potrzebą nadzorowania procedury przez neurochirurga. Poszukiwane są więc alternatywne, nieinwazyjne metody monitorowania ciśnienia wewnątrzczaszkowego.
Zdecydowana większość metod nieinwazyjnych opiera się na założeniu, że pewne struktury anatomiczne głowy oraz wewnątrz- i zewnątrzczaszkowe objawy fizjologiczne są skorelowane z nadciśnieniem wewnątrzczaszkowym. Istotnym ograniczeniem takiego podejścia jest fakt, że korelacja pokazuje związek; nie pokazuje jednak zmian natężenia tego związku ani błędów systematycznych. Metody oparte na korelacji pozwalają więc na szacowanie ciśnienia wewnątrzczaszkowego z ograniczoną trafnością (wyrażoną przez błąd systematyczny) i dokładnością (wyrażoną przez odchylenie standardowe). Metody te nie są również w stanie mierzyć ilościowo absolutnych zmian ciśnienia ze względu na potrzebę kalibrowania ich indywidualnie u każdego pacjenta z bezpośrednimi odczytami ciśnienia wewnątrzczaszkowego, które można uzyskać jedynie w wyniku przeprowadzenia procedur inwazyjnych.
Absolutne wartości ciśnienia wewnątrzczaszkowego (wyrażone w mmHg lub innych jednostkach) są niezbędne do podejmowania decyzji w sprawie leczenia pacjenta. Jedyne trafne, dokładne i specyficzne dla pacjenta nieinwazyjne mierzenie ciśnienia wewnątrzczaszkowego polega więc nie na podejściu „korelacyjnym” ale na zasadzie bezpośredniego porównania ciśnienia wewnątrz- i zewnątrz- czaszkowego.
Innowacyjna metoda dwugłębokościowego okołoocznego badania dopplerowskiego (ang. Two-Depth Transorbital Doppler, TDTD) pozwala zmierzyć nadciśnienie wewnątrzczaszkowe opierając się na tej samej ogólnej zasadzie, co mierzenie obwodowego ciśnienia krwi przy pomocy sfigmomanometru. Sfigmomanometr opiera się na zasadzie równowagi ciśnienia – wypełniony powietrzem rękaw owinięty wokół ramienia pacjenta ściska naczynia krwionośne tak mocno, że dalszy przepływ krwi nie jest możliwy. W punkcie równowagi ciśnień, gdy ciśnienie powietrza w rękawie osiąga wartość skurczowego ciśnienia krwi, krew zaczyna ponownie płynąć, co przy pomocy stetoskopu można usłyszeć jako charakterystyczny świst. W przypadku tej metody nie jest potrzebna indywidualna kalibracja dla każdego pacjenta.
Metoda TDTD używa ultrasonografii dopplerowskiej i zasady równowagi ciśnień by odczytać wartość ciśnienia wewnątrzczaszkowego. Tętnica oczna – specyficzne naczynie krwionośne posiadające zarówno wewnątrz- jak i zewnątrz- czaszkowy odcinek – jest wykorzystywane do nieinwazyjnego zmierzenia ciśnienia, umożliwiającego odczyt absolutnych wartości ciśnienia wewnątrzczaszkowego w mmHg lub mmH20. Przepływ krwi w odcinku wewnątrzczaszkowym tętnicy ocznej jest zależny od wewnątrzczaszkowego ciśnienia płynu mózgowo-rdzeniowego w układzie komorowym, podczas gdy przepływ w odcinku zewnątrzczaszkowym zależy od ciśnienia przyłożonego do gałki ocznej.
Do gałki ocznej i otaczających jej tkanek przykłada się – podobnie jak w przypadku sfigmomanometrii – „rękaw” zapewniający zewnętrzne ciśnienie o znanej wartości. Ciśnienie to zmienia dynamikę przepływu krwi z odcinka wewnątrzczaszkowego do zewnątrzczaszkowego. Zamiast stetoskopu wykorzystuje się ultrasonograf dopplerowski, który mierzy przepływ krwi w obu odcinkach tętnicy ocznej. Przy pomocy rękawa stopniowo zwiększa się ciśnienie zewnętrzne przyłożone do gałki ocznej aż do momentu, gdy przepływ krwi przez odcinek zewnątrzczaszkowy tętnicy staje się taki sam jak w odcinku wewnątrzczaszkowym. W tym punkcie równowagi ciśnień, zewnętrzne ciśnienie przyłożone do gałki ocznej równa się ciśnieniu płynu mózgowo-rdzeniowego.
Ta metoda pomiaru eliminuje ograniczenia innych metod nieinwazyjnych związane z potrzebą indywidualnej kalibracji u każdego pacjenta dzięki bezpośredniemu porównaniu ciśnienia wewnątrz naczynia krwionośnego z zewnętrznie przyłożonym ciśnieniem.
Średnia wartość przepływu krwi, ciśnienie skurczowe i rozkurczowe, tętno i inne wskaźniki wyrównują się w obu odcinkach tętnicy ocznej, gdy ciśnienie zewnętrzne na gałkę oczną równoważy ciśnienie wewnątrzczaszkowe. Dzięki temu indywidualne czynniki wpływające na przepływ krwi (takie jak stany patofizjologiczne pacjenta, różnice w średnicy i przebiegu tętnicy ocznej, oporność hydrodynamiczna naczyń krwionośnych w gałce ocznej) nie wpływają na punkt równowagi ciśnień, a cały system pomiaru nie wymaga indywidualnej kalibracji.
Ragauskas i in. opublikowali statystycznie istotne wyniki badań klinicznych, w których oceniali trafność i dokładność pomiarów dokonanych tą nieinwazyjną metodą. Badanie pokazało, że metoda oparta na pomiarach przepływu krwi w tętnicy ocznej jest jedyną metodą nieinwazyjną, która umożliwia ilościowe pomiary wartości absolutnych ciśnienia wewnątrzczaszkowego bez potrzeby indywidualnej kalibracji. Trafność, dokładność, czułość i specyficzność zaproponowanej metody są w pełni wystarczające do zastosowania klinicznego w dziedzinach takich jak neurologia, transplantologia, intensywna opieka medyczna, czy medycyna sportu.
Metoda jest obecnie dalej rozwijana przez spółkę Vittamed Ltd z partnerami w projektach europejskich EU FP7: BrainSafe, BrainSafe II i TBIcare.

## Techniki ultradźwiękowe
Większość opatentowanych metod nieinwazyjnego pomiaru ciśnienia wewnątrzczaszkowego jest oparta na założeniu, że nadciśnienie śródczaszkowe zmienia pewne wymiary fizyczne i/lub właściwości akustyczne mózgoczaszki i struktur wewnątrz niej (opony mózgowe, tkanki mózg, naczynia krwionośne). Wspólną wadą wszystkich tych metod jest fakt, że mierzą one jedynie względne zmiany ciśnienia wewnątrzczaszkowego względem podstawowego pomiaru, który musi być dokonany przy pomocy metody inwazyjnej. Nieinwazyjne techniki ultradźwiękowe monitorowania zmian ciśnienia śródczaszkowego nie są wystarczająco skuteczne i większość z nich jest uważana za niedostatecznie precyzyjną do stosowania w leczeniu klinicznym. Ich oryginalne opracowania zazwyczaj nie specyfikują położenia transduktora ultradźwięków i nie uwzględniają jak celowe lub przypadkowe przemieszczenia transduktora i kąt padania fal ultradźwiękowych wpływają na wiarygodność otrzymanych wyników. Nie zostało również wystarczająco zbadane jak pomiary są zaburzone przez obecność struktur patologicznych na drodze przenikania fal lub przez zmiany położenia tkanek mózgowych.

### Średnica czaszki
Wymiary czaszki i jej struktur są określane przy pomocy techniki ultradźwiękowej, w której mierzy się czas przechodzenia fali ultradźwięków i jej echa przez czaszkę i oblicza odległości pomiędzy strukturami używając znanych wartości prędkości rozprzestrzeniania się ultradźwięków w różnych tkankach (kości, mózgowie, płyn mózgowo-rdzeniowy). Niestety, powtarzalne relacje ilościowe pomiędzy średnicą czaszki a ciśnieniem wewnątrzczaszkowym nie mogą być ustalone ponieważ zmiany w wymiarach czaszki spowodowane wzrostem ciśnienia są niewielkie w porównaniu z międzyosobniczą różnorodnością rozmiarów, kształtów i grubości czaszek ludzkich.
Średnica czaszki koreluje się z ciśnieniem śródczaszkowym różnie u różnych pacjentów. Z tego powodu metoda ta wymaga osobnej kalibracji u każdego pacjenta. Kalibracja taka nie może odbyć się bez użycia metod nieinwazyjnych.

### Grubość opony twardej
Metoda zakłada, że ciśnienie wewnątrzczaszkowe może być oszacowane na podstawie grubości twardówki, którą mierzy się przy pomocy echa ultradźwięków. Użyteczność tej metody została z powodzeniem potwierdzona w badaniu nad czterema zdrowymi pacjentami i czterema cierpiącymi na nadciśnienie śródczaszkowe, aczkolwiek badania na szerszą skalę nie zostały nigdy przeprowadzony, ponieważ metoda nie przyciągnęła wystarczającej uwagi wśród lekarzy. Ta metoda również wymaga indywidualnej kalibracji dla każdego pacjenta.

#### Komory mózgowe
Michaeli zaproponował, że wartość ciśnienia wewnątrzczaszkowego może być skorelowana ze stopniem i sposobem pulsowania trzeciej komory synchronicznego z cyklem pracy serca lub oddychaniem; pulsowanie to można zmierzyć przy pomocy fali ultradźwięków. Metoda nie została dotąd niezależnie potwierdzona a jej autor nie przedstawił danych, z których można by szacować jej skuteczność. Aczkolwiek w dyskusji we wniosku patentowym sugeruje się, że metoda może rozróżnić trzy zakresy ciśnienia wewnątrz komór mózgu (<20, 20-40 i >40mmHg), ale nie dostarcza dokładnych wartości ciśnienia wewnątrz zakresu ze względu na brak możliwości kalibrowania jej u poszczególnych pacjentów.
Nieinwazyjna metoda opracowana przez Davida Michaeli’ego, oparta na analizie rezonansu tkanek daje dwie możliwości: 1) jakościowa metoda oceny lekkiego (10-20 mmHg), średniego (20-40) i ciężkiego (powyżej 40 mmHg) nadciśnienia wewnątrzczaszkowego. Ta metoda wykożystuje nieinwazyjne, długoterminowe zapisywanie wzorów fal nadciśnienia czaszkowego, takich jak fale Lundsbergsa. 2) Ilościowy pomiar fal nadciśnienia ze specjalnym przelicznikiem na mmHg.

### Miąższ mózgu
W ostatnim czasie zostały zaproponowane liczne metody szacowania nadciśnienia wewnątrzczaszkowego na podstawie pomiarów czasu przejścia, oporności falowej, rezonansu i prędkości ultradźwięków lub na podstawie rozchodzenia się ultradźwięków w miękiszu mózgu.
Ultradźwiękowe pomiary ciśnienia śródczaszkowego oparte na ostatnim podejściu, opracowane przez firmę Vittamed Technologijos (Kowno, Litwa), wykazały dużą zgodność z inwazyjnymi metodami pomiaru, ze średnią różnicą zaledwie 2-3 mmHg u niewielkiej grupy pacjentów. Metody te zostały wykorzystane w innych projektach neuromonitoringu.

## Przezczaszkowa ultrasonografia dopplerowska
Przezczaszkowa ultrasonografia dopplerowska (ang. transcranial Doppler ultrasonography, TCD) mierzy prędkość przepływu krwi przez główne śródczaszkowe naczynia krwionośne przy pomocy emitowanych fal o wysokiej częstotliwości (>2Mhz). Fale emitowane są z sondy ultradźwiękowej, następnie mierzy się różnicę w częstotliwości fal nadanych i odbitych, która koreluje się bezpośrednio z prędkością przepływającej w naczyniu krwi (tzw. efekt Dopplera). Pomiaru dokonuje się w miejscach gdzie czaszka jest najcieńsza (obszar skroniowy, potylica, oczodoły), jako że kości mocno osłabiają przenikanie ultradźwięków o tych częstotliwościach. TCD jest podstawową techniką diagnozowania różnych wewnątrzczaszkowych problemów z układem krwionośnym takich jak zatory, stenoza czy skurcz naczyń krwionośnych mózgu i może być użyta do typowania pacjentów narażonych na zwiększone ryzyko niedokrwienia mózgu we wczesnych stadiach urazów mózgu lub udaru.
Nadciśnienie wewnątrzczaszkowe może być wykryte przy pomocy pomiarów TCD ponieważ utrudnia ono przepływ krwi przez naczynia i w konsekwencji obniża prędkość przepływu krwi. Poza średnią prędkością przepływu wskaźnik tętna (różnica między prędkością skurczową i rozkurczową, podzielona przez średnią prędkość przepływu) i nachylenie krzywej fali TCD były korelowane z nadciśnieniem tętniczym. Szacunki te są jednak niewystarczająco dokładne z marginesem błędu na poziomie ±10 - 15 mmHg.
Firma Physiosonics, Inc. używa TCD by mierzyć ciśnienie wewnątrzczaszkowe pośrednio poprzez ocenianie elastyczności tkanek w określonym obszarze mózgu. Elastyczność w mózgu jest jednak wysoce zależna od wielu różnych, wysoce zmiennych czynników, innych niż ciśnienie wewnątrzczaszkowe, takich jak ciśnienie tętnicze, autoregulacja przepływu krwi w mózgu i obrzęk. Metoda ta wymaga więc indywidualnej kalibracji.

## Kości czaszki
Metody z tej grupy starają się powiązać ciśnienie wewnątrzczaszkowe z mechanicznymi właściwościami czaszki a nie z czynnikami wewnątrzczaszkowymi. Założenie przy tej grupie metod jest podobne jak przy technikach opartych na mierzeniu odległości między strukturami kostnymi – czaszka nie jest strukturą w pełni litą, więc zmiany w ciśnieniu wewnątrzczaszkowym powodują małe, ale mierzalne odkształcenia kości, które skutkują w napięciach wewnątrz kośćca i zmieniają jego właściwości mechaniczne. Funkcja przejścia jest otrzymywana poprzez mechaniczne wzbudzenie kości czaszki (z użyciem przetwornika piezoelektrycznego lub młoteczka generujących wzbudzenie o niskiej częstotliwości <100 Hz) i porównania go z sygnałem odczytywanym w innym miejscu czaszki na jej górnej połowie. Pomiar ten może być kalibrowany poprzez sprawdzenie częstotliwości sygnałów odbieranych po wzbudzeniu kości podstawy czaszki, które nie ulegają odkształceniom związanym z nadciśnieniem wewnątrzczaszkowym lub poprzez kalibrowanie na pacjencie o normalnej wartości ciśnienia wewnątrzczaszkowego.
Inne metody z tej grupy stanowią wariację takiego podstawowego podejścia. W metodzie Sinha najpierw określana jest częstotliwość rezonansu kości czaszki, następnie przy pomocy przetwornika piezoelektrycznego wprowadzane jest asinusoidalne wzbudzenie o częstotliwości rezonatorowej. Ciśnienie wewnątrzczaszkowe obliczane jest z różnicy faz pomiędzy sygnałem wzbudzającym a odpowiedzią wykrytą z pomocą czujnika piezoelektrycznego. Yost i Cantrell podzielili proces na dwa etapy. W pierwszym zmiany w obwodzie czaszki są obliczane z różnicy faz pomiędzy sinusoidalnym sygnałem wzbudzającym a sygnałem odpowiedzi otrzymanym w oddalonym czujniku. Następnie zmiana ciśnienia wewnątrzczaszkowego jest obliczana jako pochodna zmiany obwodu i stałej elastyczności czaszki, określanej wcześniej poprzez powodowanie znanych zmian w ciśnieniu wewnątrzczaszkowym i mierzenie towarzyszących temu zmian obwodu czaszki.
Żadna z powyższych metod nie została odpowiednio potwierdzona u dostatecznie dużej grupy pacjentów a ich trafność pozostaje nieznana. Można jednak oczekiwać, że ich dokładność jest porównywalna z metodami ultradźwiękowych pomiarów średnicy czaszki byłyby więc one niewystarczająco dokładne do zastosowania klinicznego.
Firma Luna Innovations Incorporated rozwinęła system EN-TACT, ultradźwiękowe urządzenie do monitorowania zespołu ciasnoty międzypowięziowej. Technologia ta była proponowana jako użyteczna w mierzeniu nadciśnienia wewnątrzczaszkowego. W oparciu o badania NASA Ames research center, firma używała ultradźwięków do mierzenia zmian średnicy czaszki wywołanych przez wzrost ciśnienia wewnątrzczaszkowego. Ponieważ jednak zmiany te są niewielkie i tylko pośrednio związane z nadciśnieniem wewnątrzczaszkowym, ich trafność i sposób kalibracji pozostają dyskusyjne.

## Przemieszczenie błony bębenkowej
Metody z tej grupy, zaproponowane prawie dwadzieścia lat temu przez Marchbanksa, wykorzystują wpływ ciśnienia wewnątrzczaszkowego na słuchowy odruch bezwarunkowy, jest to skurcz mięśni strzemiączkowego i napinacza błony bębenkowej w odpowiedzi na dźwięk. Normalnie wibracje błony bębenkowej wywołane przez bodziec dźwiękowy są przekazywane przez kosteczki słuchowe (młoteczek, kowadełko i strzemiączko) znajdujące się w uchu środkowym do okienka owalnego w ślimaku. Wibracje podstawy strzemiączka są przekazywane poprzez okienko owalne do przychłonki, która z kolei wprawia w drgania śródchłonkę, błonę podstawową i narząd Cortiego, ostatecznie aktywując słuchowe komórki rzęsate w narządzie Cortiego. Funkcja przejścia tego skomplikowanego systemu mechanicznego jest w prawidłowych warunkach fizjologicznych modulowana przez dwa niewielki mięśnie w uchu środkowym – napinacz błony bębenkowej i mięsień strzemiączkowy. Napinacz błony bębenkowej przebiega od chrzęstnej części przewodu słuchowego i kanału kostnego kości klinowej do młoteczka. Jego skurcz przyciąga młoteczek dośrodkowo, odwodząc od błony słuchowej, która ulega napięciu. Mięsień strzemiączkowy, który łączy tylną ścianę jamy bębenkowej z szyjką strzemiączka zapobiega nadmiernym ruchom strzemiączka poprzez odciąganie go od okienka owalnego. Skurcze obu tych mięśni wyciszają drgania kosteczek i zmniejszają amplitudę przekazywanego dźwięku o 20 dB. Mięśnie te normalnie kurczą się w czasie mówienia, ziewania lub głośnych dźwięków, czemu towarzyszy małe, lecz mierzalne odchylenie błony bębenkowej. Ponieważ płyn mózgowo-rdzeniowy i przychłonka kontaktują się ze sobą poprzez przewód ślimakowy, wzrost ciśnienia śródczaskowego jest bezpośrednio przekazywany na podstawę strzemiączka zmieniając jego pozycję i wpływając na kierunek i stopień odchylenia błony bębenkowej w odpowiedzi na dźwięk.
Przemieszczenie błony bębenkowej może być mierzone popularnym tympanometrem, używanym w audiometrii, który jest przenośny, względnie tani i prosty w użyciu (szczególnie współczesne, skomputeryzowane tympanometry z w pełni automatyczną procedurą pomiaru). Odgięcie wewnętrzne (ujemny pik ciśnienia na audiogramie) jest uznawane za wywołane wysokim ciśnieniem śródczaszkowym, podczas gdy odchylenie zewnętrzne jest znakiem normalnego lub obniżonego ciśnienia wewnątrzczaszkowego. Kierunek i stopień przemieszczenia błony bębenkowej zależą jednak nie tylko od początkowej pozycji strzemiączka, ale również od szeregu innych czynników wpływających na odbieranie dźwięku (integralności błony bębenkowej, stan kosteczek słuchowych, drożność trąbki słuchowej, ciśnienie i obecność płynu w uchu środkowym) lub siła odruchu słuchowego (fizjologiczne różnice w progu wywołującym odruch, stopień utraty słuchu). W dodatku założenie, że ciśnienie przychłonki jest równe ciśnieniu wewnątrzczaszkowemu nie jest spełnione u pacjentów z zaburzoną drożnością przewodu ślimakowego, która często występuje u osób starszych. Trafność szacowania wartości ciśnienia wewnątrzczaszkowego na podstawie przemieszczenia błony bębenkowej została oszacowana na ±15mmHg, co jest wartością niewystarczającą dla celów klinicznych.
Interesująca metoda wykorzystująca bezpośrednią manipulację błoną bębenkową, zamiast wykorzystania odruchu słuchowego, została zastosowana w patencie Ragauskasa. W pierwszej kolejności dokonuje się pomiaru pozycji błony bębenkowej (tzw. pozycji wyjściowej), gdy wartość ciśnienia śródczaszkowego wynosi zero. Wyrównanie ciśnienia wewnątrzczaszkowego do wartości ciśnienia atmosferycznego odbywa się poprzez przechylenia głowy pacjenta w górę lub może być zmierzone podczas zabiegu neurochirurgicznego. Następnie, ciśnienie wewnątrzczaszkowe może być mierzone poprzez wywieranie zewnętrznego ciśnienia na błonę bębenkową i jednoczesne wywieranie ciśnienia na okienko owalne w uchu wewnętrznym (np. przez trąbkę słuchową) tak długo aż błona bębenkowa nie powróci do pozycji wyjściowej, co następuje, gdy wywierane ciśnienie wyrównuje wartość ciśnienia wewnątrzczaszkowego. Żadne dane przedstawione w patencie, ani w innych źródłach nie pozwalają ocenić trafności tej metody i jej użyteczności w praktyce klinicznej.

## Otoemisja akustyczna
Metody oparte na pomiarach przemieszczenia błony bębenkowej zawodzą, ponieważ oporność falowa i jej zmiany wywołane odruchem słuchowym są głównie zdeterminowane przez struktury i właściwości ucha wewnętrznego, a jedynie w niewielkim stopniu zależą od zmian ciśnienia wewnątrzczaszkowego. Mierzalne zjawisko akustyczne, które rozpoczynałoby się w uchu wewnętrznym, mogłoby, przynajmniej w teorii, posłużyć do bardziej precyzyjnego pomiaru ciśnienia przy- i śródchłonki, dzięki czemu można by obliczyć wartość ciśnienia śródczaszkowego. Takim zjawiskiem może być otoemisja akustyczna, która jest dźwiękiem powstającym na skutek delikatnych ruchów przy- i śródchłonki, wywołanych skurczami zewnętrznych komórek rzęsatych w uchu wewnętrznym (np. w odpowiedzi na głośny dźwięk). Otoemisja jest przenoszona na strzemiączko, a następnie – poprzez kosteczki słuchowe – na błonę bębenkową, gdzie może być zmierzona z użyciem czułego mikrofonu. Otoemisja akustyczna jest używana do pomiarów słuchu u niemowląt i dzieci zbyt małych by współpracować z osobą przeprowadzająca pomiary. Sprzęt wykorzystywany do jej pomiaru może być przenośny i jest stosunkowo łatwy w obsłudze. Dwie metody są powszechnie wykorzystywane by zwiększyć stosunek sygnału do szumu i zmierzyć otoemisję akustyczną: otoemisja przejściowa (ang. transient evoked otoacoustic emission, TEOAE) i otoemisja wywołana zniekształceniem (ang. distortion product otoacoustic emission, DPOAE). W patencie Meyersona i innych obie metody są wykorzystane do pomiaru ciśnienia wewnątrzczaszkowego. Wynalazcy zaproponowali również równania, które łączą wartość ciśnienia wewnątrzczaszkowego z intensywnością lub fazą zmierzonego sygnału otoemisji akustycznej i opisują jak inne sygnały fizjologiczne, które wpływają na wartość ciśnienia wewnątrzczaszkowego (niewielkie oscylacje ciśnienia wewnątrzczaszkowego wywołane są akcją serca, oddychaniem, czy zmianą pozycji ciała) mogą zostać użyte do ocenienia otrzymanych wyników (np. brak wywołanych oddychaniem niewielkich zmian w otoemisji akustycznej może wskazywać na niedrożność przewodu ślimakowego, w wypadku której otoemisja nie może być wykorzystana do pomiaru wartości ciśnienia śródczaszkowego). Jest niewiele dostępnych danych na temat klinicznej użyteczności szacowania ciśnienia wewnątrzczaszkowego na podstawie pomiarów otoemisji akustycznej. Badanie pilotażowe Franka i innych, którzy badali zmiany otoemisji u 12 zdrowych ochotników i 5 pacjentów, u których przy pomocy kateterów komorowych mierzono bezpośrednio wartość ciśnienia wewnątrzczaszkowego, wykazało, że podwyższone ciśnienie wewnątrzczaszkowe jest związane ze znacznym obniżeniem (pomiędzy -2.1 a -7.9 SPL) w intensywności wywołanej otoemisji akustycznej. Wszystkie wyniki były jednak podane w formie średniej dla grupy a ilościowe wartości relacji między intensywnością otoemisji a wartością ciśnienia wewnątrzczaszkowego nie zostały przedstawione. Ta metoda, podobnie jak inne oparte na korelacji, nie może być użyta do określenia absolutnych wartości ciśnienia wewnątrzczaszkowego, ze względu na brak możliwości indywidualnej kalibracji u każdego pacjenta.

## Pomiary okulistyczne
Oko zapewnia kolejną możliwość monitorowania zmian w ciśnieniu wewnątrzczaszkowym, dzięki temu, że przestrzeń pomiędzy nerwem wzrokowym, a jego osłoną jest kontynuacją przestrzeni podpajęczynówkowej jest więc wypełniona płynem mózgowo-rdzeniowym, którego ciśnienie równa się ciśnieniu wewnątrzczaszkowemu. Nadciśnienie wewnątrzczaszkowe przejawia się zatem wzrostem średnicy osłony nerwu i blokowaniem przepływu krwi przez żyłę środkową siatkówki przebiegającą wewnątrz osłony nerwu wzdłuż i częściowo wewnątrz nerwu wzrokowego. Blokowanie przepływu żylnego powoduje widzialne zmiany w dnie oka (nabieganie krwią, tarcza zastoinowa – tj. obrzęk i wyniesienie tarczy nerwu wzrokowego), które mogą być obserwowane przy użyciu oftalmoskopu i są od ponad stulecia traktowane przez lekarzy jako symptom nadciśnienia wewnątrzczaszkowego. Ilościowe oszacowanie wartości ciśnienia wewnątrzczaszkowego może być nieinwazyjnie przeprowadzone na dwa sposoby: poprzez pomiar zmian w średnicy osłony nerwu wzrokowego (np. przy użyciu ultrasonografii lub rezonansu magnetycznego) lub poprzez badanie oftalmodynamometryczne, w którym mierzy się ciśnienie krwi w żyle środkowej siatkówki (przeważnie wartość tego ciśnienia jest o 1-2 mmHG wyższa niż wartość ciśnienia śródczaszkowego. Nadciśnienie wewnątrzczaszkowe powoduje również zmiany na poziomie komórkowym, takie jak nabrzmienie włókien nerwowych nerwu wzrokowego formujących najbardziej wewnętrzną warstwę siatkówki. Informacje dostarczane przez klasyczną oftalmoskopie mają jednak charakter jakościowy i mogą nie być informatywne w czasie pierwszych etapów nadciśnienia wewnątrzczaszkowego, ponieważ przeważnie mijają dwie do czterech godzin między wystąpieniem nadciśnienia wewnątrzczaszkowego a rozwinięciem się tarczy zastoinowej.
Opatentowana metoda używająca tomografii w celu mierzenia grubości wewnętrznej warstwy siatkówki i obliczaniu na jej podstawie ciśnienia wewnątrzczaszkowego umożliwia jakoby wykrycie i zmierzenie pogrubienia siatkówki wkrótce po wystąpieniu epizodu nadciśnienia wewnątrzczaszkowego, brak jednak danych, które wspierałyby prawdziwość działania tej metody lub wyjaśniały związki ilościowe pomiędzy grubością wewnętrznej warstwy siatkówki a absolutną wartością ciśnienia wewnątrzczaszkowego.

### Średnica osłony nerwu wzrokowego
Pierwsze użycie pomiarów średnicy osłony nerwu wzrokowego w celu oszacowania wartości ciśnienia wewnątrzczaszkowego miało miejsce w 1987 roku, kiedy Cennamo i in. wykazali liniową zależność między wartością ciśnienia wewnątrzczaszkowego a średnicą osłony nerwu wzrokowego, używając wokół-ocznej sondy ultradźwiękowej. Początkowo metoda ta była technicznie trudna i niewiarygodna ponieważ nerw wzrokowy i przechodząca wiązka ultradźwięków były współliniowe, lecz precyzja pomiarów została znacząco poprawiona po zastosowaniu tzw. planarnych ultradźwięków, które umożliwiały obrazowanie nerwu wzrokowego i jego osłonki w przekroju poprzecznym. Od tego czasu metoda była pozytywnie oceniona w kilku badaniach przeprowadzonych na relatywnie dużej grupie pacjentów cierpiących na obrażenia głowy, wodogłowie, krwiaki śródczaszkowe, udary, niewydolność wątroby i chorobę wysokościową. Choć średnica osłony nerwu wzrokowego może być zmierzona z dokładnością <1mm, wiarygodność otrzymanych na tej podstawie wartości ciśnienia wewnątrzczaszkowego zależy od czynników zmiennych u poszczególnych pacjentów i od punktu w którym pomiar został dokonany. Dlatego też, niemal wszystkie badania, które oceniały przydatność pomiaru średnicy osłony nerwu wzrokowego do szacowania ciśnienia wewnątrzczaszkowego zalecają użycie tej metody do identyfikacji pacjentów z nadciśnieniem, wymagającym leczenia (wartość ciśnienia powyżej 20 mmHg = średnica>5mm) zamiast dokonywania przeliczeń średnicy na absolutną wartość ciśnienia.

### Oftalmodynamometria
Oftalmodynamometria, czyli pomiar przepływu krwi w żyle siatkówki, jest dokonywany poprzez przyłożenie zewnętrznego ciśnienia do twardówki oka i równoczesne obserwowanie siatkówkowych naczyń krwionośnych przy użyciu oftalmoskopu. Ciśnienie jest stopniowo zwiększane, póki żyła środkowa siatkówki nie zaczyna pulsować, co następuje, gdy ciśnienie zewnętrzne równoważy ciśnienie wewnątrzczaszkowe. Oryginalna metoda została opisana w 1925 przez Baurmanna i należy do domeny publicznej, aczkolwiek od tego czasu zostały opatentowane jej liczne modyfikacje, łączące klasyczną oftalmodynamometrię z pulsoksymetrią siatkówki, ultradźwiękowymi pomiarami przepływu krwi przez tętnicę środkową siatkówki lub przez automatyzację procesu związaną z dodaniem kamery rejestrującej pulsację naczyń krwionośnych w dnie oka. Ocena tych metod u pacjentów wykazała silną zależność liniową i klinicznie nieistotne różnice (2-3 mmHg) wyników w porównaniu z wynikami otrzymanymi inwazyjnymi metodami mierzenia ciśnienia wewnątrzczaszkowego. Oftalmodynamometria wymaga rozszerzenia źrenic, obecności przeszkolonego lekarza i współpracy pacjenta, co uniemożliwia jej zastosowanie w niektórych przypadkach. Metoda ta nie może być min. użyta w przypadkach uszkodzenia oczu albo w warunkach wpływających wybiórczo na nerw wzrokowy i daje błędne, bardzo wysokie odczyty przy tarczy zastoinowej, która może się utrzymywać przez długi czas po minięciu nadciśnienia wewnątrzczaszkowego.
Firma Neurolife Non-invasive Solutions Inc. rozwinęła technologię opartą na patencie Braxtona. W 2006 roku wygrała ona konkurs Purdue University na najlepszy biznesplan i użyła zdobytych funduszy na rozwój prototypowego rozwiązania iScan. Bazuje on na nieinwazyjnym pomiarze ciśnienia wewnątrzczaszkowego na podstawie zmian w przepływie krwi w naczyniach krwionośnych siatkówki. Przepływ ten jest jednak zależny również od innych niż ciśnienie wewnątrzczaszkowe czynników, będzie więc zapewne trudno osiągnąć dokładność niezbędną do użycia go w warunkach klinicznych.
Firma Third Eye Diagnostics, Inc. rozwija system Cerepress™, nieinwazyjny i niewielki zestaw do monitorowania ciśnienia wewnątrzczaszkowego, który zbiera informacje nie wymagając rozszerzenia źrenicy. Cerepress™ mierzy ciśnienie krwi w żyle środkowej siatkówki i prędkość przepływu krwi w tętnicy ocznej, które razem wzięte silnie korelują z ciśnieniem wewnątrzczaszkowym. By zmierzyć ciśnienie w żyle środkowej siatkówki Third Eye Diagnostics opracowała nowatorski aparat, który równocześnie zapisuje obrazy żyły i mierzy ciśnienie wewnątrz gałki oka w czasie zwiększania ciśnienia w oku. Technik medyczny kalibruje system poprzez nakierowanie pola widzenia aparatu na źrenice pacjenta. Urządzenie dotyka rogówki pacjenta i równocześnie zbiera obrazy rogówki i dna oka. Aparat wywiera nacisk na rogówkę, zwiększając ciśnienie w gałce ocznej i momentami zaciskając żyłę środkową siatkówki. W momencie całkowitego zaciśnięcia żyły Cerepress™ notuje ciśnienie w oku, które jest równoważne ciśnieniu w żyle środkowej siatkówki. Ciśnienie to uchodzi za dobrze skorelowane z wartością ciśnienia wewnątrzczaszkowego. Jak wszystkie metody oparte na korelacji metoda ta wymaga indywidualnej kalibracji dla każdego pacjenta.